# کیم هیون-اوک
کیم هیون-اوک (انگلیسی: Kim Hyun-ok؛ زادهٔ ۱۴ مهٔ ۱۹۷۴) بازیکن هندبال اهل کره جنوبی بود.
از افتخارات وی میتوان به کسب مدال نقره در بازی‌های المپیک تابستانی ۲۰۰۴ اشاره‌کرد.